# 中垣あかね
中垣 あかね（なかがき あかね、1982年4月30日 - ）は、日本の女性ジャズシンガー。愛知県豊田市出身。

## 略歴
ニューヨークを拠点に活躍するシンガーSara Serpa、Charnee Wadeに師事。2004年より東海地区を中心に全国で活動を開始。甘美で伸びやかな歌声と、リリカルな表現を併せ持ち、また、器楽的なアプローチを繰り広げるVoiceでの表現は 様々なインストゥルメントバンドへの参加により、その支持層を確実に広げている。
2008年2月、ワッツニューレコーズレーベルより1枚目のアルバム『Yes』をリリース。『スイングジャーナル』誌2008年度ジャズディスク大賞にノミネートされる。同年8月、グレイスノーツレコーズよりリリースされた「ジャズボーカルショウケースVOL.1」に参加、好評を得る。
2011年6月、ワッツニューレコーズより2枚目のアルバム『River』をリリース。同年8月、名古屋ブルーノートに出演。
2012年1月18日、参加アルバム『KASH/”EVER』がリリースされる。同年7月発売の 椿田薫 (As) の3枚目のアルバム『Coludles Sky』に参加。
2016年9月発売の椿田薫 (As) の4枚目のアルバム『The mountain with no name』に参加。
2017年4月、ワッツニューレコーズより3枚目のアルバム『Lost Generation』をリリース。『ジャズジャパン』誌、『中日新聞』など数々の媒体に大きく取り上げられ好評を得る。
全国のライブハウスを中心にジャズストリート、フェスティバルなどへの出演の他、CMソングへの楽曲提供、パーティーでの演奏、ホームコンサートなど多岐にわたり活動中。